# Stormen på København 1659
Stormen på København den 11. februar 1659 var et slag under Karl Gustav-krigene, mens København var belejret af svenske tropper.
Svenskerne havde omringet København, og efter at københavnerne havde modstået omtrent et halvt års blokade, bombardementer og angreb, forsøgte svenskerne at indtage byen ved et storstilet stormangreb.
Københavnerne var via spioner blevet advaret om angrebet, og de var forberedt med våben og forsvarsplaner.
Det var opstillet omkring 300 kanoner, mortérer og andet artilleri på voldene i København, og derudover var der fordelt og opstillet våben af enhver art lige fra musketter og luntebøsser til morgenstjerner, leer, kogende vand og tjære. Håndværkere, studenter og andre civile borgere var opdelt i ni kompagnier, som hver var tildelt en del af volden. De professionelle soldater var placeret ved udenværkerne og ved Kastellet og Slotsholmen.
Svenskerne udførte først et afledningsangreb ved Christianshavn og Slotsholmen den 9. februar om aftenen. Det blev slået tilbage, og i tilbagetoget efterlod svenskerne en af deres stormbroer, som københavnerne nu vidste var 36 fod lang. Dermed vidste man også, at hvis vågerne i isen var lidt bredere end det, kunne svenskernes stormbroer ikke nå over.
Man havde hele tiden holdt voldgravene og stranden åbne, så de ikke frøs til, og man udvidede nu de åbne render til 44 fod med hjælp fra 600 hollandske matroser. Isen var tyk, og arbejdet pågik i voldsomt snevejr fra kl. 4 om eftermiddagen til ud på aftenen den 10. februar.
Man vidste fra efterretninger, at den svenske hær nu var draget fra sin lejr, Carlstad, ved Brønshøj og havde taget opstilling bag Valby Bakke, og da svenskerne satte angrebet ind omkring midnat samme aften, blev de mødt med hård modstand.
Hovedangrebet blev sat ind mod Christianshavn og Vestervold – den nuværende Stormgade har sit navn herfra – men den ophuggede is og de mange våben oppe på volden havde en gruopvækkende virkning mod de tætte grupper af angribende soldater. Alligevel kæmpede de sig helt op ad volden, og det kom til regulære nærkampe.
Da svenskerne erfarede, at angrebet ved Vesterport gik trægt, valgte man i stedet at angribe ved Østerport. Svenskerne kom ganske tæt på Nyboder og var i færd med at forcere voldgraven, da de blev overfaldet i et kraftigt bagholdsangreb, som også tilføjede dem væsentlige tab.
Ved fem-tiden om morgenen opgav svenskerne og trak sig tilbage. De havde lidt svære tab. Foran voldene fandt man 600 lig af soldater, som var omkommet i direkte kamp, og dertil kom alle dem, som var omkommet i vandet, og som ikke blev fundet igen. Dertil kom et stort antal sårede.